# Desmiphora decora
Desmiphora decora là một loài bọ cánh cứng trong họ Cerambycidae.